# Concours usages bâtiment efficace
Le Concours usages bâtiment efficace 2020 ou CUBE 2020 est une compétition d'économies d'énergies entre bâtiments tertiaires organisée par l'Institut français pour la performance des bâtiments (IFPEB). Son principe est de demander aux candidats de réaliser en l'espace d'un an le plus d'économies d’énergies possible dans leur bâtiment par rapport à une référence de consommation calée sur les trois années précédant le concours.
La première édition s'est déroulée du 1er janvier 2014 au 31 décembre 2014 pour 74 bâtiments candidats. La deuxième édition en a compté 123 et s'est déroulée du 1er juillet 2015 au 30 juin 2016. Une troisième édition est en préparation pour l’année calendaire 2017.
D'abord nationale, la compétition s'exporte progressivement en Europe.
Le concours CUBE 2020 dispose de la labellisation ministérielle « COP 21 » et a été récompensé du trophée de la transition énergétique catégorie communication par le journal L'Usine nouvelle en 2015.

## Historique
Inspiré des compétitions interentreprises américaines et européennes valorisant les politiques volontaristes en matière de sobriété et de performance énergétiques, le concours CUBE 2020 a été lancé début 2014 à l’initiative de l’IFPEB avec trois membres partenaires, Bureau Veritas, EDF et Schneider Electric. Poste Immo a rejoint la deuxième édition du concours 2015-2016 en tant que partenaire après avoir postulé avec succès dans l’édition 2014.
Le concours est annoncé par communiqué de presse en juillet 2013. En octobre 2013, le plan bâtiment durable lance la Charte volontaire pour l’efficacité énergétique des bâtiments tertiaires et privés (Charte tertiaire) pour organiser un mouvement coordonné de rénovation énergétique du parc tertiaire public et privé. La démarche volontaire CUBE 2020 propose d’anticiper la réglementation sur la rénovation thermique du tertiaire issue du Grenelle de l’Environnement et des directives européennes (notamment la directive 2002/91/CE sur la performance énergétique des bâtiments) sur un mode ludique.
La première édition du concours s’est déroulée du 1er janvier 2014 au 31 décembre 2014 sous le patronage de Maurice Gauchot alors président directeur général de CBRE France et a rassemblé 74 bâtiments candidats, issus d'entreprises, universités et collectivités territoriales. Son lancement a eu lieu à l’occasion du SIMI 2013 (Salon de l’immobilier d’entreprise) au palais des congrès de Paris. Elle a conduit ses participants à une moyenne de 9,54 % d’économies d’énergie cumulées en un an, les dix premiers au classement général ayant réalisé entre 15 et 20,7 % d’économies d’énergie. La remise des prix s’est déroulée le 18 mars 2015 au siège de BNP Paribas Real Estate à Issy-les-Moulineaux. Les trois mois de décalage avec la clôture officielle du concours au 31 décembre 2014 s’explique par l’effet retardant de la réception des factures d'énergie chez certains bâtiments candidats.
Cette première édition a notamment bénéficié des soutiens officiels du ministère de l'Environnement, de l'Énergie et de la Mer, du plan bâtiment durable, de l’Association des directeurs immobiliers (ADI), de l’ADEME et de CCI France.
La deuxième édition du concours s’est déroulée du 1er juillet 2015 au 30 juin 2016 sous le haut patronage de la ministre de l’Environnement, de l'Énergie et de la Mer, Ségolène Royal. Elle a rassemblé 123 bâtiments candidats, parmi lesquels des participants de la première édition du concours, soit 36 entreprises, universités, écoles, CHU et collectivités territoriales.
L’édition 2015-2016 a bénéficié du parrainage supplémentaire du Conseil immobilier de l’État.
Depuis 2014, CUBE 2020 bénéficie de l’accompagnement du site d’information professionnel Business Immo et du journal Les Échos.

## Part de l'usage dans les consommations d'énergie et conditions de la mobilisation
En plus de la performance de l'enveloppe, les nouveaux immeubles intègrent une gestion centralisée de l'énergie grâce à la mise en œuvre de capteurs et d'automatismes très poussés. Cette tendance à « l'efficacité énergétique active » a été soutenue par des programmes de recherche et développement comme « HOMES », qui ont montré que l'on pouvait obtenir une réduction importante des consommations, de l'ordre de 5 à 25 %, quelle que soit la performance initiale du bâtiment mal géré, grâce à un pilotage ajusté en fonction de l'occupation. En 2014, une étude statistique menée sur 236 immeubles tertiaires de bureau totalisant 1 700 000 m2 démontre également qu'en moyenne 22 % d'économies moyennes sont disponibles immédiatement par l'optimisation des systèmes de climatisation, ventilation et chauffage (CVC), de l'éclairage et de la bureautique.
Pour autant, cette approche montre ses limites car les automatismes se basent sur des schémas de comportements standards qui ne correspondent pas nécessairement aux usages et aux modes d'occupation des salariés dont les marges de manœuvre sont souvent très limitées. Si ces démarches d'amélioration technique du parc sont nécessaires, les campagnes de mesures et les enquêtes sociologiques réalisées sur des bâtiments performants, dans le cadre notamment de la mise en œuvre des bâtiments basse consommation, ont montré qu'elles ne suffisent pas toujours pour atteindre les objectifs souhaités de consommation d'énergie car elles peuvent buter sur « l'inertie des comportements » et la question de l'accompagnement au changement des organisations vis-à-vis de ces enjeux,.

À côté de ces modes d'action reposant sur la mise en place de nouvelles techniques, se développent depuis quelques années des approches misant sur « l'innovation sociale » pour réduire les consommations d'énergie. D'une part, celles qui entrent par le changement organisationnel, comme la mise en place de norme qualité de « management de l'énergie » qui emprunte une voie hiérarchique classique ; ou alors en se basant sur une réforme plus globale de la gouvernance de l'entreprise donnant plus de pouvoir aux salariés sur la gestion du bâtiment (La Cité de l'environnement en Rhône-Alpes et sa gestion sociocratique). D'autre part, des approches qui entrent directement par la mobilisation des employés et cadres dans leurs pratiques quotidiennes à travers l'organisation de concours.
Au cœur de la ludification se trouve la question de la motivation et de « l’engagement » d’un individu dans diverses activités qui reposent sur l’emploi « des structures de récompense, des renforcements positifs et boucles de rétroaction subtiles en même temps que des mécanismes comme des points, des médailles, des niveaux, des challenges et des tableaux de leaders »(Zichermann & Cunningham, 2011, ix, traduction libre)
En France, les premières expériences ont ainsi été tentées par le Centre scientifique et technique du bâtiment (CSTB) à partir du milieu des années 2000 dans ses propres locaux avec le « Challenge Ecoffices ». En 2013, des collectivités locales ont également mis en place ce type de compétition à petite échelle, que l'on observe aussi dans d'autres pays comme la Suisse. Les États-Unis ont lancé un concours d'envergure, l'Angleterre un concours davantage londonien, enfin un concours européen a été tenu dans les années 2006-2008.

## Lauréats

### Lauréats de l’édition 2014
- 1re place : Poste Immo, bâtiment Rennes Colombiers, Rennes, 20,7 % d’économies d’énergies[23],
- 2e place : UEMF[24], bâtiment GPPF Formation, Créteil, 20,6 % d’économies d’énergies,
- 3e place : Schneider Electric, Bureau de site industriel, Mâcon, 16,9 % d’économies d’énergies.

### Lauréats de l’édition 2015-2016
- 1re place : Poste Immo, bâtiment Quai Vendeuvre, Caen, 38,5 % d'économies d'énergies,
- 2e place : Poste Immo, bâtiment Rennes Colombiers, Rennes, 27,2 % d'économies d'énergies,
- 3e place : Poste Immo, bâtiment Saint-Nazaire Principal, Saint-Nazaire, 27,0 % d'économies d'énergies[25].

## Résultats par catégories

### Édition 2014
- 74 bâtiments candidats,
- 9,54 % d’économies d’énergies en moyenne,
- 9 942 000 kWh économisés,
- 1 200 000 euros économisés,
- 695 tonnes équivalent CO2 économisées,
- 34 000 salariés sensibilisés.

#### Catégorie bâtiments certifiés
1. Poste Immo, Rennes Colombiers, Rennes, 20,7 % d’économies d’énergies,
2. EGIS, Terra Nova III, Montreuil, 16 % d’économies d’énergies[26],
3. Bouygues Telecom installé à la Tour Sequana, Issy-les-Moulineaux, 15,7 % d’économies	d’énergies.

#### Catégories bâtiments non certifiés

##### Bâtiments non certifiés de surface inférieure à3 000m2
1. Carmine, BOB 1, Bobigny, 12,4 % d’économies d’énergies,
2. Schneider Electric, Newtown et Triolo, Villeneuve d’Ascq, 11,6 % d’économies d’énergies,
3. EDF, UE 1256 - Bordeaux Counord, Bordeaux, 7,3 % d’économies d’énergies.

##### Bâtiments non certifiés de surface comprise entre 3000 et10 000m2
1. Bordeaux Métropole, Signalisation, Bordeaux, 15,8 % d’économies d’énergies,
2. IMA Technologies, Le Nadir, Saint-Herblain, 11,9 % d’économies d’énergies,
3. Bordeaux Métropole, CGEP9, Bordeaux, 11,8 % d’économies d’énergies,
4. EDF, UE 1707 - Isle d'Espagnac Allende, Isle d’Espagnac, 11,8 % d’économies d’énergies.

##### Bâtiments non certifiés de surface supérieure à10 000m2
1. Schneider Electric, Bureau de site industriel, Mâcon, 16,9 % d’économies d’énergies,
2. Schneider Electric, Bureau des usines de production, Angoulême et Eybens, 15 % d’économies d’énergies,
3. Crédit foncier de France, Siège de Charenton, Charenton-le-Pont, 14,1 % d’économies d’énergies.

#### Catégorie bâtiments d’enseignement
1. UEMF, GPFF Formation, Créteil, 20,6 % d’économies d’énergies,
2. Croix-Rouge française, Quadrium Est – Institut de Romainville, Romainville, 6,8 % d’économies d’énergies,
3. Enedis, UE 2021 - Saint Pierre La Palud Perollière, Saint-Pierre-la-Palud, 5,1 % d’économies d’énergies.

#### Catégorie bâtiments publics (hors enseignement)
1. Bordeaux Métropole, Signalisation, Bordeaux, 15,8 % d’économies d’énergies,
2. Bordeaux Métropole, CGEP9, Bordeaux, 11,8 % d’économies d’énergies,
3. Ministère de l'Éducation nationale (France), 107 Grenelle, Paris, 10,2 % d’économies d’énergies.

#### Catégorie meilleure progression du parc
1. Schneider Electric, douze bâtiments candidats, 10,22 % d’économies d’énergies,
2. Ministère de l'Éducation nationale (France), cinq bâtiments, 8,37 % d’économies d’énergies,
3. Poste Immo, huit bâtiments candidats, 5,58 % d’économies d’énergies.

### Édition 2015-2016
L'édition 2015-2016 du concours CUBE 2020 s'est déroulée du 1er juillet 2015 au 30 juin 2016.

#### Catégorie bâtiments certifiés
1. EGIS, Terra Nova 3, Montreuil, 23,9 % d'économies d'énergies[27],
2. Foncière des régions, Carré Suffren, Paris, 18,5 % d'économies d'énergies[28],
3. Setec, Central Seine, Paris, 17,6 % d'économies d'énergies[29],

#### Catégorie bâtiments non certifiés de surface inférieure à2 500m2
1. Poste Immo, Caen CFI, Caen, 25,5 % d'économies d'énergies,
2. Enedis, UE 1158 - Avignon - Serkin, Avignon, 19,2 % d'économies d'énergies,
3. Bureau Veritas, Le Villiers, Neuilly-sur-Seine, 15,2 % d'économies d'énergies[30],

#### Catégorie bâtiments non certifiés de surface comprise entre2 500 et 5 000m2
1. Enedis, UE 2692 - PAU – Dereme, Pau, 26,5 % d'économies d'énergies,
2. Poste Immo, Laon RP, Laon, 26,4 % d'économies d'énergies,
3. Fidelia Assistance,Saint-Cloud 27 quai du Président-Carnot, Saint-Cloud, 22,4 % d'économies d'énergies[31],

#### Catégorie bâtiments non certifiés de surface comprise entre5 000 et 12 000m2
1. Enedis, UE 142 - Heillecourt - Coteau, Heillecourt, 23,5 % d'économies d'énergies,
2. Europ Assistance France, Le Chaganne, Gennevilliers, 23,4 % d'économies d'énergies,
3. Poste Immo, Poitiers Maillochon, Poitiers, 22,6 % d'économies d'énergies,

#### Catégorie bâtiments non certifiés de surface supérieure à12 000m2
1. Schneider Electric, PLM, Meylan, 22,8 % d'économies d'énergies,
2. Schneuder Electric, 38S2, Grenoble, 19,1 % d'économies d'énergies,
3. EGIS, Start, Guyancourt, 18,9 % d'économies d'énergies[27],

#### Catégorie bâtiments d'enseignement
1. Moulins Communauté, école de musique, Moulins, 10,4 % d'économies d'énergies,
2. Mairie de Toulouse, groupe scolaire Littré,Toulouse, 10,0 % d'économies d'énergies[32],
3. Université Paris-Ouest la Défense, IUT Ville d'Avray, Ville d'Avray, 7,0 % d'économies d'énergies,

#### Catégorie bâtiments publics
1. Communauté d'agglomération du Niortais, Pépinière d'entreprises, Niort, 22,9 % d'économies d'énergies[33],
2. CHU de Rennes, bâtiment des écoles, Rennes, 13% d'économies d'énergies,
3. Université de Rennes I Administration, Thabor Présidence, Rennes, 10,5 % d'économies d'énergies.

#### Catégorie bâtiments semi-industriels
1. Poste Immo, PPDC du Hainaut, Petite-Forêt, 26,1 % d'économies d'énergies,
2. Poste Immo, Pau CTC, Pau, 16,9 % d'économies d'énergies,
3. Dassault Systèmes SE[34], 3DS Paris Campus, Paris et Leoni Wiring Systems & Perral Asset Management, Le Leoni, Montigny-le-Bretonneux, 11,8% d'économies d'énergies,

#### Catégorie bâtiments d'outre-mer
1. Bureau Veritas, Baie Mahaut, Baie Mahaut, 13,6 % d'économies d'énergies,
2. Bureau Veritas, Bureau Nouméa, Nouméa, 5,8 % d'économies d'énergies,
3. Bureau Veritas, Bureau Le Port, Le Port, 5,0 % d'économies d'énergies[30],

#### Catégorie meilleure progression de parc
1. BNP Paribas REIM, six bâtiments, 13 % d'économies d'énergies[31],
2. Poste Immo, quarante bâtiments, 12,6 % d'économies d'énergies,
3. Bureau Veritas, sept bâtiments, 10,8 % d'économies d'énergies.